# 市中心医院站
市中心医院站是郑州地铁5号线与10号线的地铁换乘站，位于中华人民共和国河南省郑州市中原区桐柏南路与中原中路交叉口，以临近的郑州市中心医院命名。5号线车站于2019年5月20日启用，10号线车站于2023年9月28日启用。

## 车站结构
市中心医院站分为5号线车站和10号线车站两部分。5号线车站的主体结构位于桐柏南路地下，呈南北向布置，为地下二层车站。10号线车站的主体结构位于5号线车站东侧的中原中路地下，呈东西向布置，为地下三层车站，与5号线车站形成“T”形交叉。

### 车站楼层
市中心医院站5号线车站的主体结构为地下二层车站，B1层为站厅层，B2层为站台层。10号线车站的主体结构为地下三层车站，B1层为站厅层，B3层为站台层。

#### 5号线车站楼层
| 1F  | 地面     | C、E出入口                                       | C、E出入口                                       | C、E出入口                                       |
| B1F | 站厅     | 客服中心、自动售票机、行李检查、闸机、车站控制室 | 客服中心、自动售票机、行李检查、闸机、车站控制室 | 客服中心、自动售票机、行李检查、闸机、车站控制室 |
| B2F | █ 5号线  | 内环方向（五一公园）                             | 内环方向（五一公园）                             | 内环方向（五一公园）                             |
| B2F | 岛式站台 |                                                  | 至站厅 至 █ 10号线站台                           | 卫生间                                           |
| B2F | █ 5号线  | 外环方向（陇海西路）                             | 外环方向（陇海西路）                             | 外环方向（陇海西路）                             |

#### 10号线车站楼层
| 1F  | 地面     | F、G、H出入口                                    | F、G、H出入口                                    | F、G、H出入口                                    |
| B1F | 站厅     | 客服中心、自动售票机、行李检查、闸机、车站控制室 | 客服中心、自动售票机、行李检查、闸机、车站控制室 | 客服中心、自动售票机、行李检查、闸机、车站控制室 |
| B3F | █ 10号线 | 往郑州西站方向（二砂）                           | 往郑州西站方向（二砂）                           | 往郑州西站方向（二砂）                           |
| B3F | 岛式站台 | 至 █ 5号线站台                                   | 至站厅                                           | 卫生间                                           |
| B3F | █ 10号线 | 往郑州火车站方向（绿城广场）                     | 往郑州火车站方向（绿城广场）                     | 往郑州火车站方向（绿城广场）                     |

### 站厅
市中心医院站的5号线车站和10号线车站各设1座站厅，均设有客服中心、自动售票机、安全检查等设施。站厅由闸机和栏杆分隔为付费区和非付费区，10号线站厅的西端与5号线站厅呈“T”形连通，付费区和非付费区均互相连接。两座站厅的付费区内均设有自动扶梯、步梯和无障碍电梯，连接对应的站台。

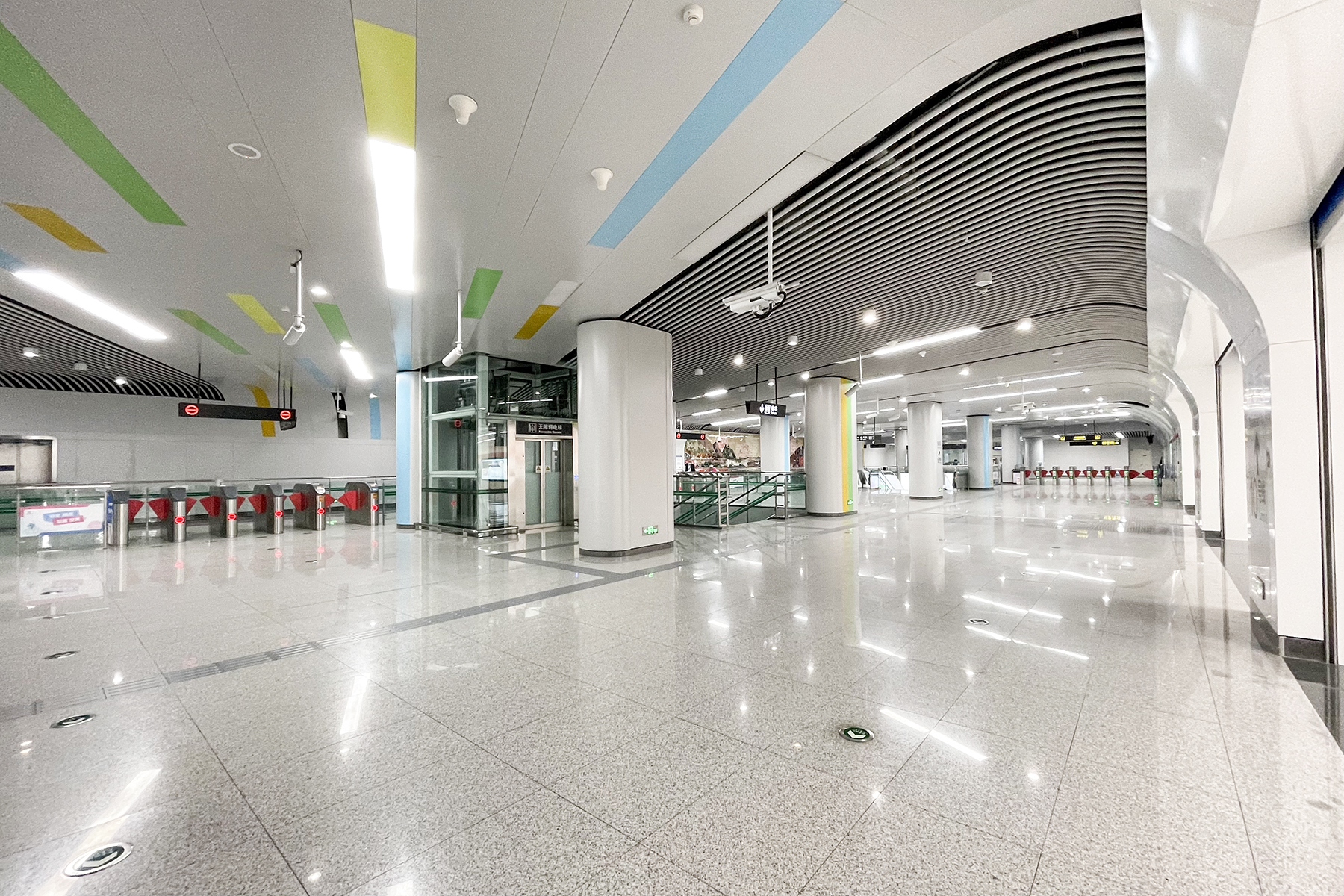
5号线站厅
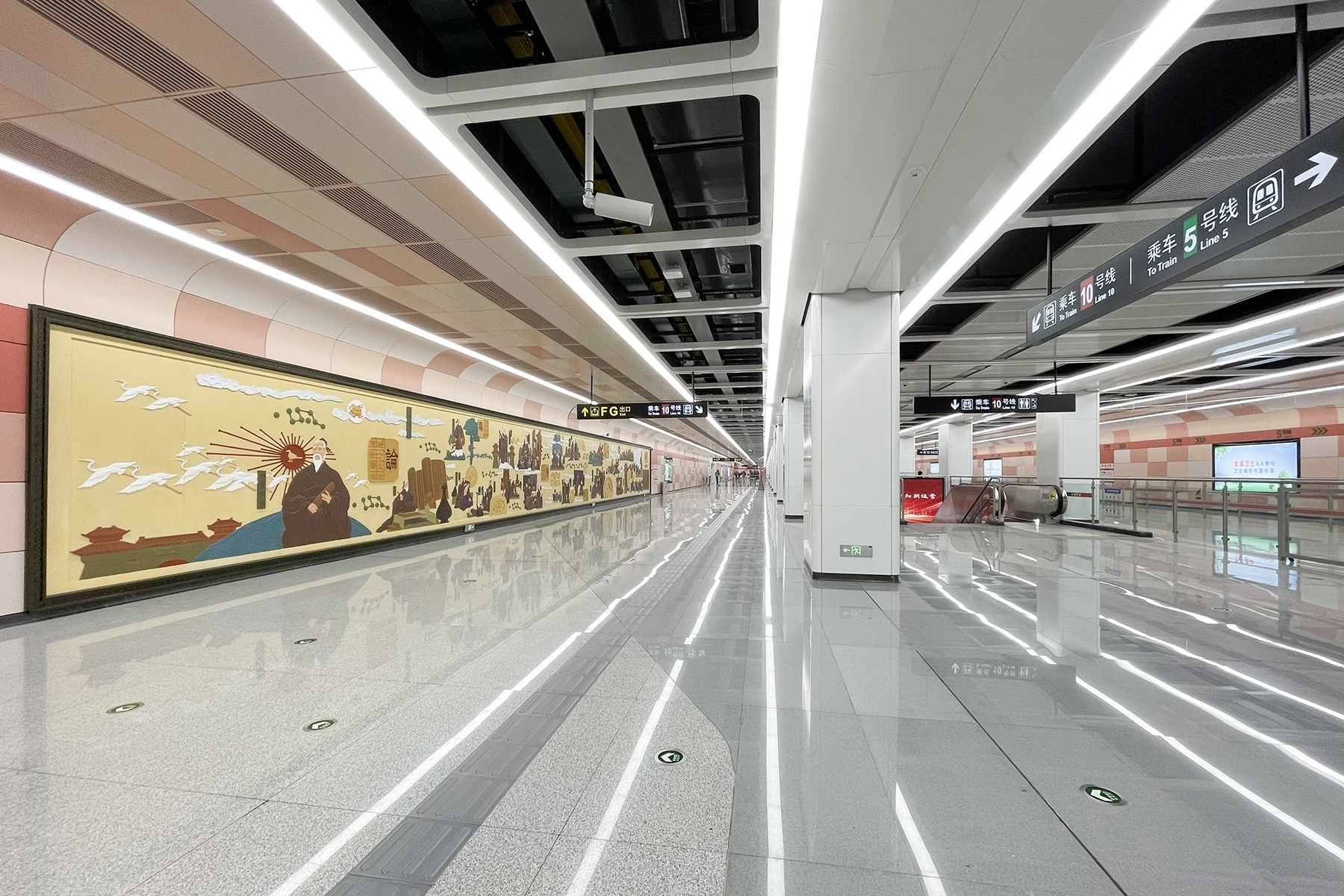
10号线站厅
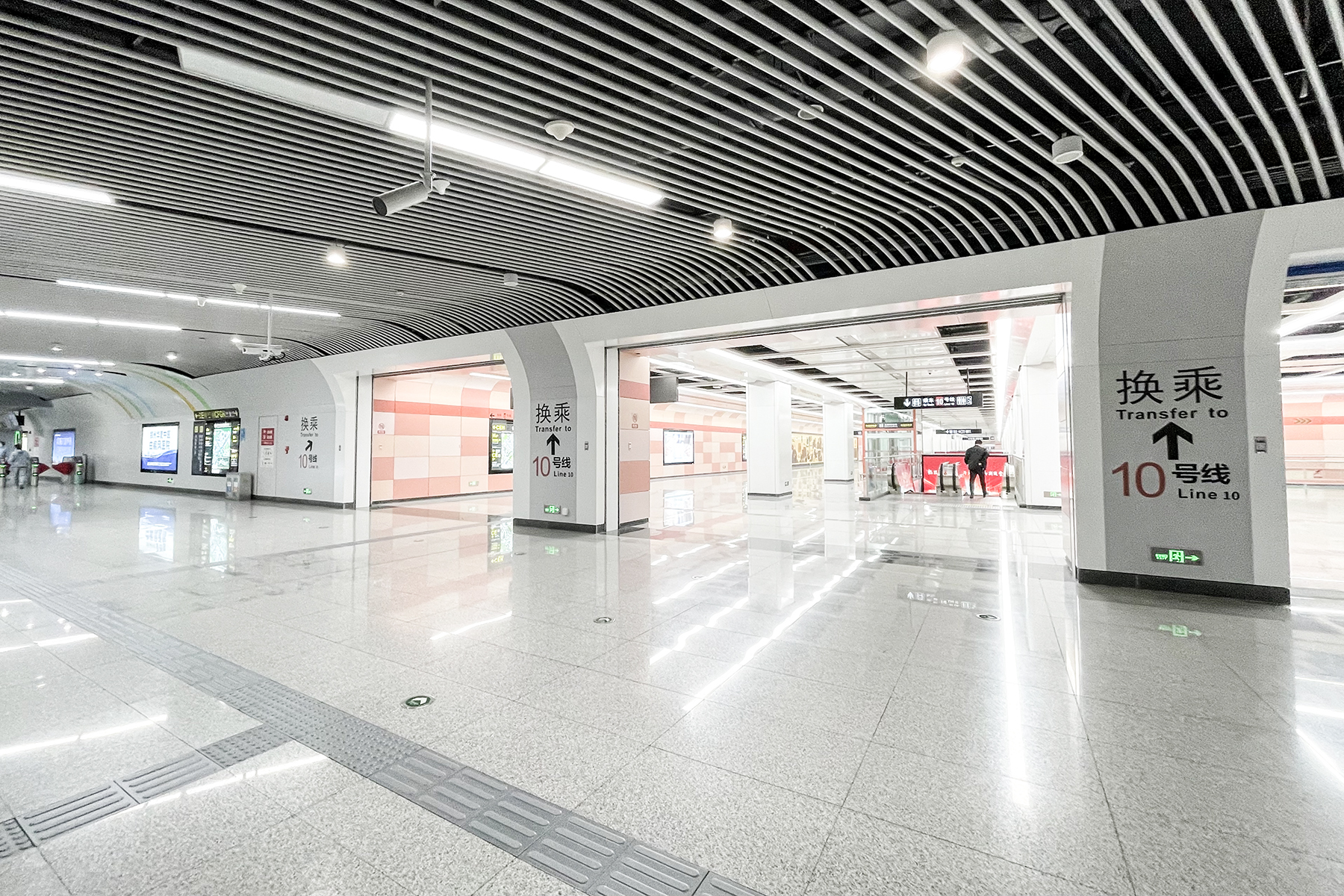
5号线站厅与10号线站厅连接处

### 站台
市中心医院站的5号线车站和10号线车站各设一座岛式站台，均安装有高站台门。5号线站台位于B2层，呈南北向，西侧站台面由往外环方向列车的使用，东侧站台面由往内环方向的列车使用，站台南端设有卫生间和母婴室。10号线站台位于B3层，呈东西向，北侧站台面由往郑州西站方向列车的使用，南侧站台面由往郑州火车站方向的列车使用，站台东端设卫生间和母婴室。
该站的两座岛式站台呈“T”形布置，在5号线车站中部设有换乘节点，通过步梯通道连接10号线站台的西端，形成T形换乘节点。

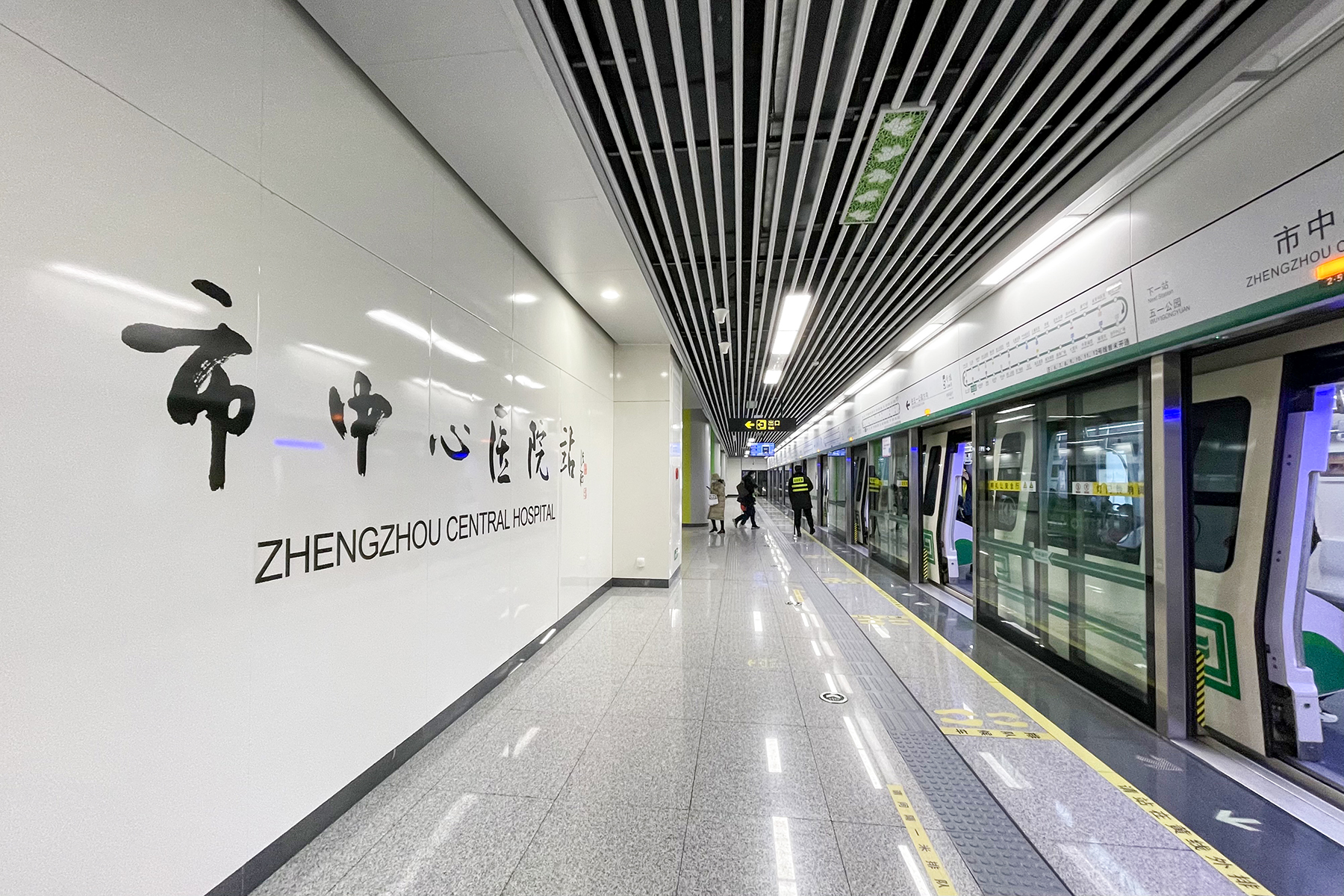
5号线站台上的大字壁
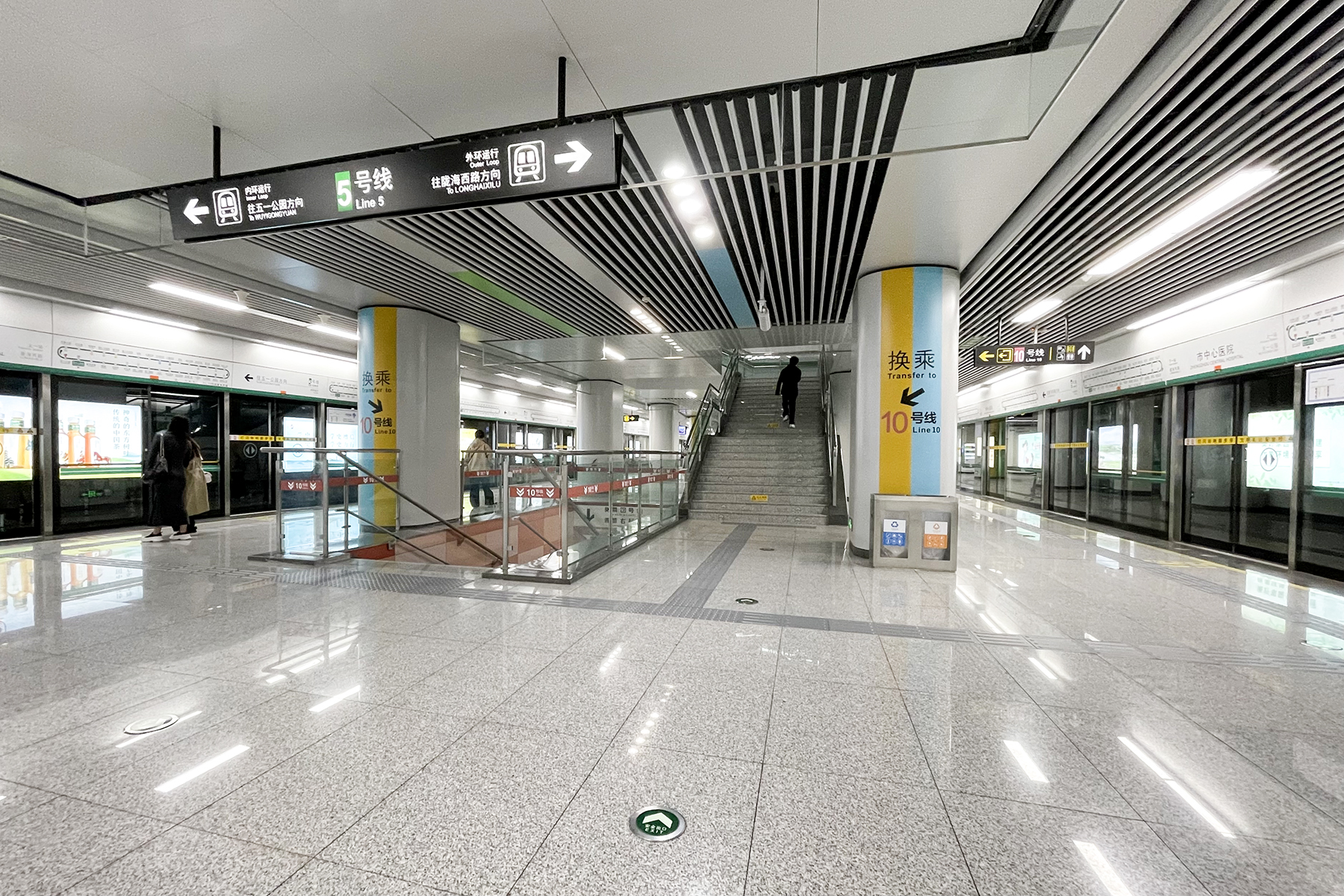
5号线站台中部的换乘节点
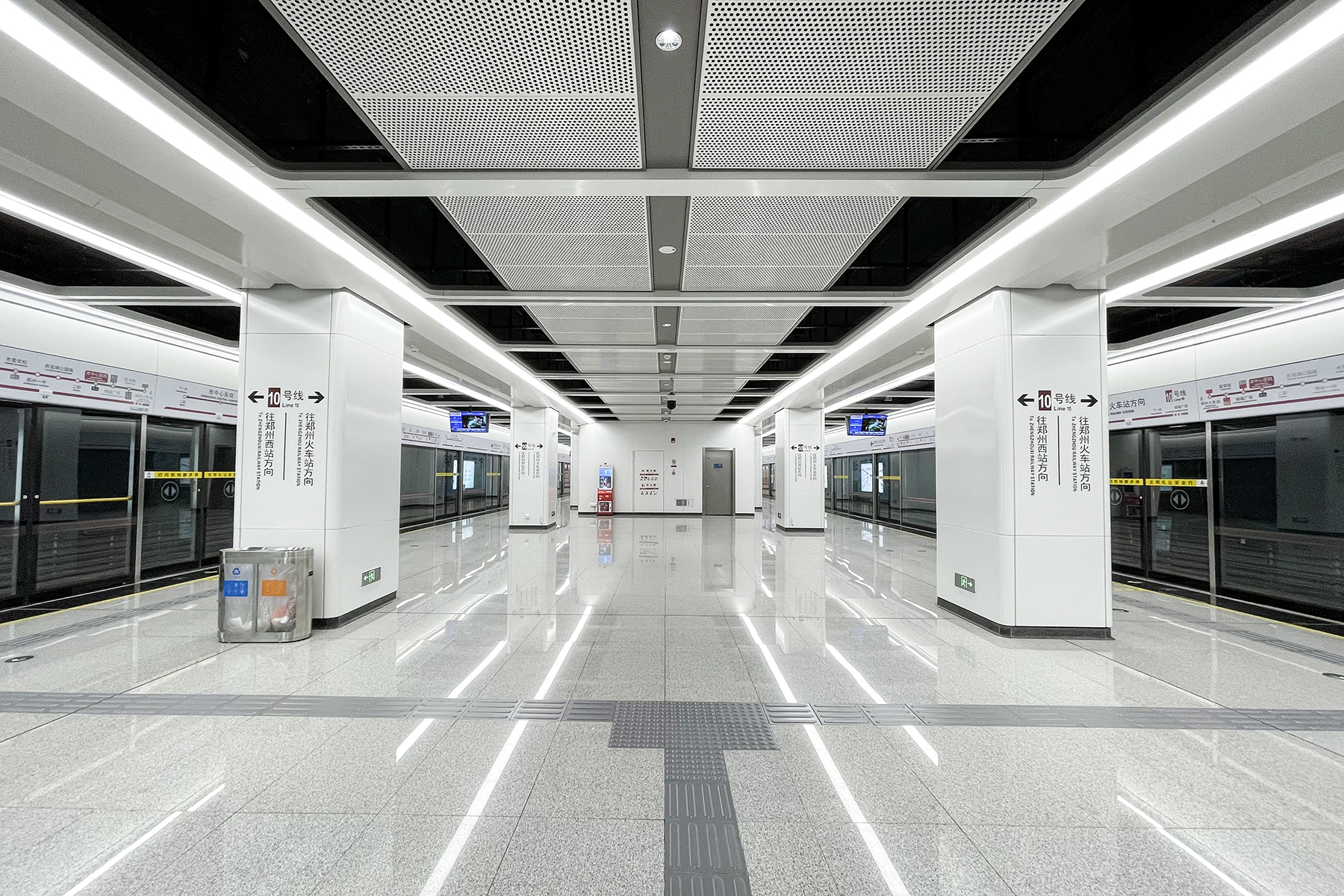
10号线站台

### 出入口
市中心医院站目前开通有C、E、F、G、H共5个出入口。C、E口连接地面和5号线站厅的非付费区，F、G、H口连接地面和10号线站厅的非付费区。其中C口和H口分别位于中原中路和桐柏南路交叉路口的西南角和东南角，E口和F口位于路口的东北角，G口位于路口以东的中原中路南侧，E口和H口设有无障碍电梯。
该站目前已开通的各出入口信息如下表所示。
| 桐柏路中原路 | 桐柏路中原路   | 桐柏路中原路 | 桐柏路中原路   | 桐柏路中原路 |
| 编号         | 路线           | 路线         | 路线           | 备注         |
| ------------ | -------------- | ------------ | -------------- | ------------ |
| G9           | 花园口村公交站 | ⇆            | 航海路秦岭路   |              |
| 203          | 建设西路凯旋路 | ⇆            | 汽车客运南站   |              |
| 254          | 西三环淮河路   | ⇆            | 碧沙岗公园西门 |              |
| B101         | 电厂路公交站   | ⇆            | 石化路公交站   |              |
| S153         | 王屋路公交站   | ⇆            | 伏牛路电器厂   |              |

| 中原路桐柏路西 | 中原路桐柏路西 | 中原路桐柏路西 | 中原路桐柏路西 | 中原路桐柏路西 |
| 编号           | 路线           | 路线           | 路线           | 备注           |
| -------------- | -------------- | -------------- | -------------- | -------------- |
| 60             | 赵坡新村       | ⇆              | 郑州东站       |                |
| G126           | 五龙口公交站   | ⇆              | 汽车客运南站   |                |
| S170           | 凯旋路公交站   | ⇆              | 碧沙岗         |                |
| Y7             | 凯旋路公交站   | ⇆              | 火车站北港湾   | 夜间服务       |

| 桐柏路中原路 | 桐柏路中原路   | 桐柏路中原路 | 桐柏路中原路    | 桐柏路中原路 |
| 编号         | 路线           | 路线         | 路线            | 备注         |
| ------------ | -------------- | ------------ | --------------- | ------------ |
| 203          | 建设西路凯旋路 | ⇆            | 汽车客运南站    |              |
| 254          | 西三环淮河路   | ⇆            | 碧沙岗公园西门  |              |
| B12          | 腊梅路公交站   | ⇆            | 火车站北港湾    |              |
| B13          | 电厂路公交站   | ⇆            | 昆仑路汝河路    |              |
| B101         | 电厂路公交站   | ⇆            | 石化路公交站    |              |
| S139         | 佛岗村公交站   | ⇆            | 五一公园地铁C口 |              |
| S153         | 王屋路公交站   | ⇆            | 伏牛路电器厂    |              |

| 中原路桐柏路 | 中原路桐柏路 | 中原路桐柏路 | 中原路桐柏路 | 中原路桐柏路 |
| 编号         | 路线         | 路线         | 路线         | 备注         |
| ------------ | ------------ | ------------ | ------------ | ------------ |
| G55          | 五龙口公交站 | ⇆            | 大学路南三环 |              |
| 60           | 赵坡新村     | ⇆            | 郑州东站     |              |
| G126         | 五龙口公交站 | ⇆            | 汽车客运南站 |              |
| S170         | 凯旋路公交站 | ⇆            | 碧沙岗       |              |
| Y7           | 凯旋路公交站 | ⇆            | 火车站北港湾 | 夜间服务     |

| 桐柏路中原路 | 桐柏路中原路   | 桐柏路中原路 | 桐柏路中原路     | 桐柏路中原路 |
| 编号         | 路线           | 路线         | 路线             | 备注         |
| ------------ | -------------- | ------------ | ---------------- | ------------ |
| G9           | 花园口村公交站 | ⇆            | 航海路秦岭路     |              |
| G55          | 五龙口公交站   | ⇆            | 大学路南三环     |              |
| G102         | 伏牛路电器厂   | ⇆            | 中州大道广电南路 | 曾为无轨电车 |
| G204         | 后仓村         | ⇆            | 大学路南三环     |              |

## 车站装饰
市中心医院站的5号线车站和10号线车站内各设有一面文化墙。5号线规划的18座换乘站在装修设计上分别以河南省的18个地级市的特色为主题，该站为洛阳特色站，5号线站厅内的文化墙以洛阳市花牡丹为主题，设有题为“牡丹花开”。文化墙位于5号线站厅西侧墙面上，分为两面，其中一面构图分为三层，前后层为牡丹花，中层为古建筑。另一面则以画面前端的丝绸之路与画面远处的现代城市形成对比。

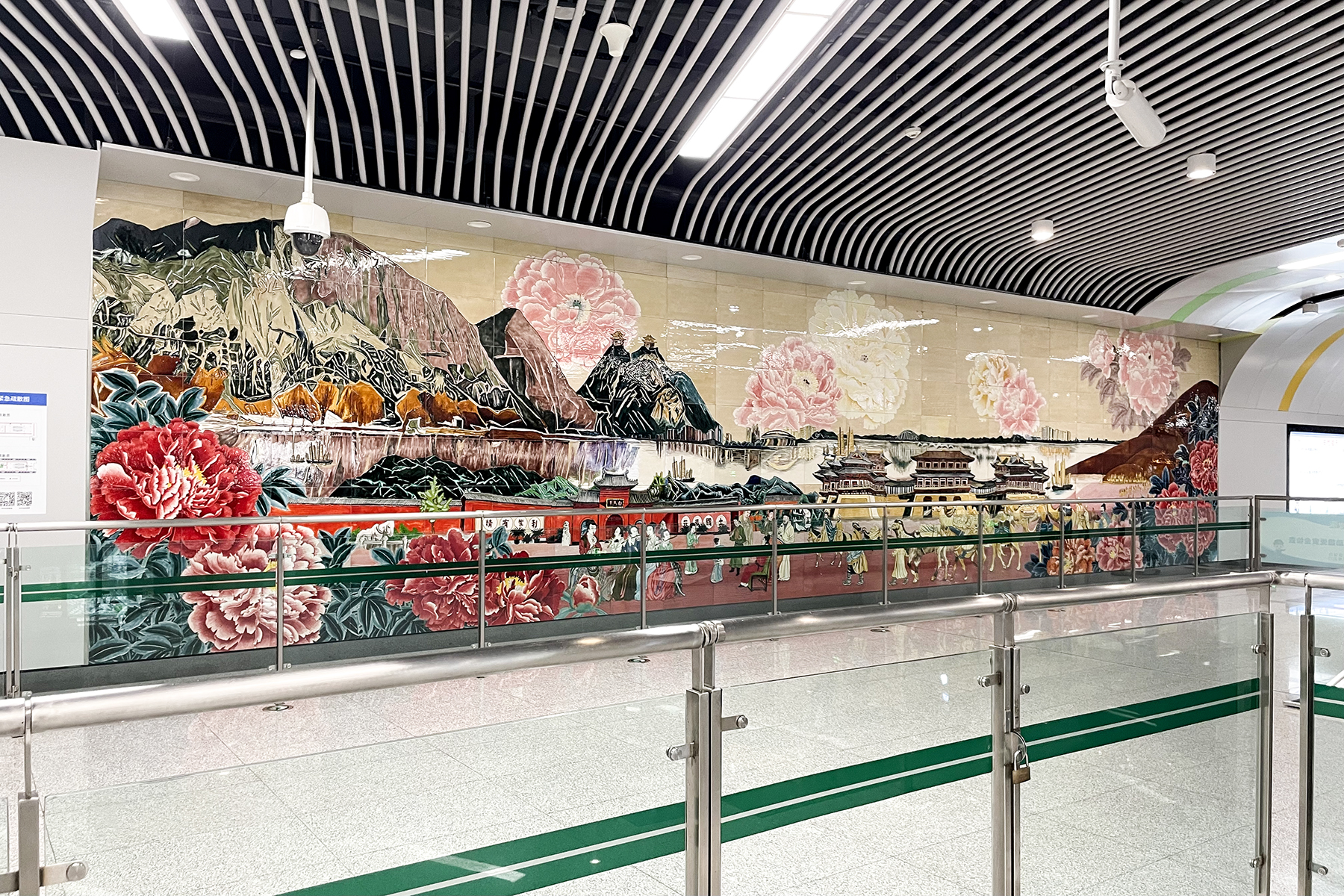
5号线站厅内的文化墙（北）
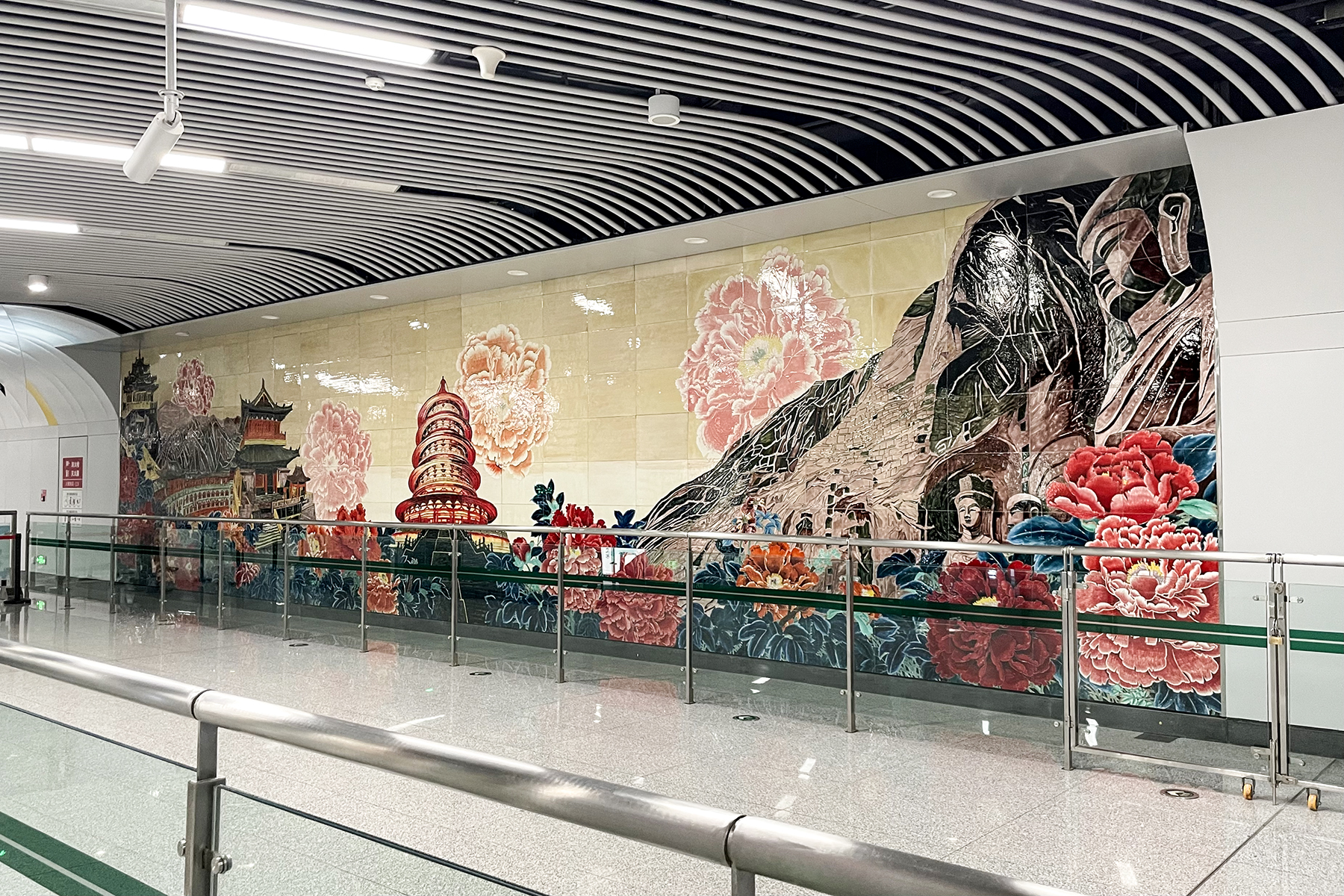
5号线站厅内的文化墙（南）
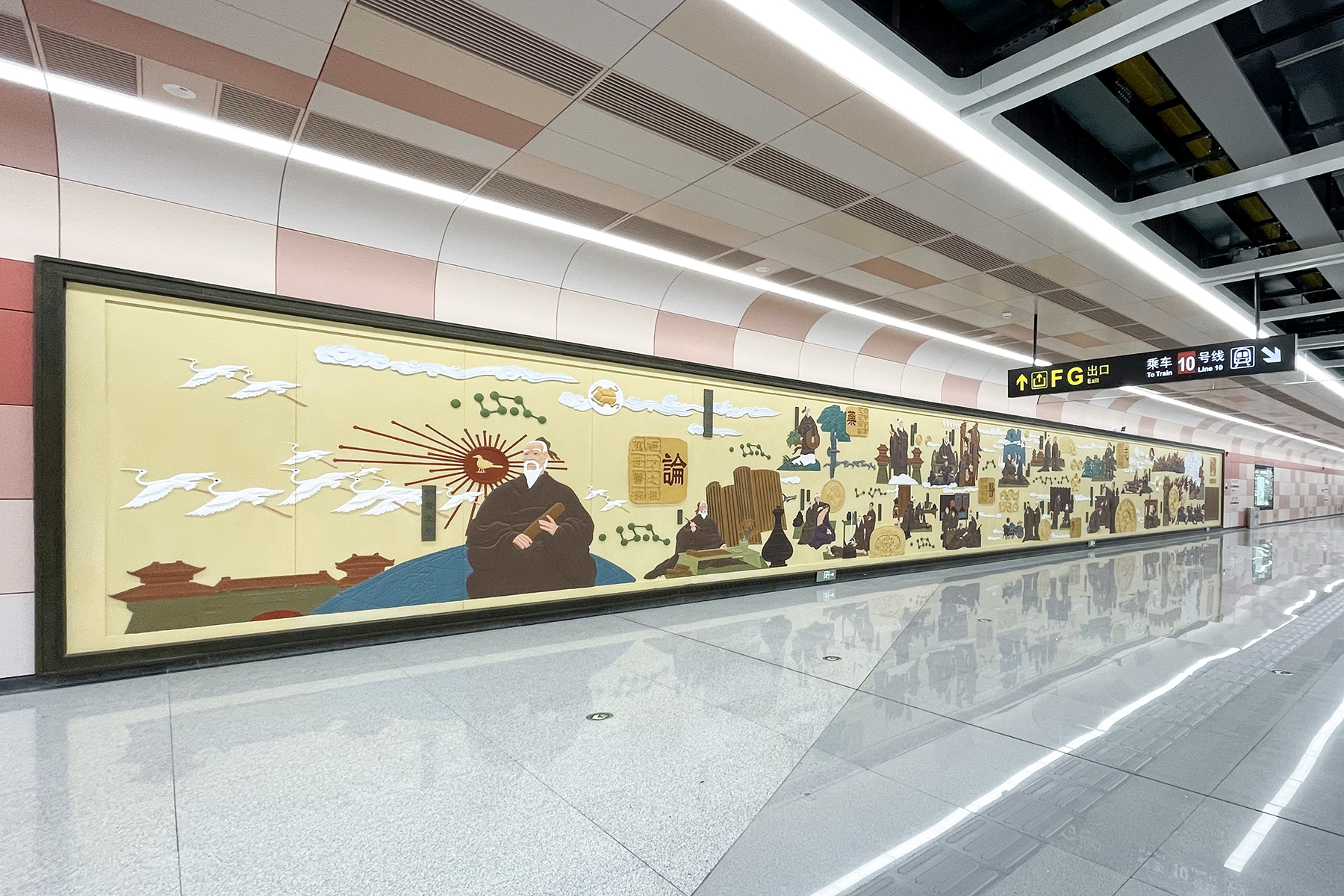
10号线站厅内的文化墙

## 历史
市中心医院站于2019年5月20日随郑州地铁5号线开通运营而启用。2023年9月28日，10号线市中心医院站开通，该站成为5号线与10号线的换乘站。